# Oda Nobukatsu

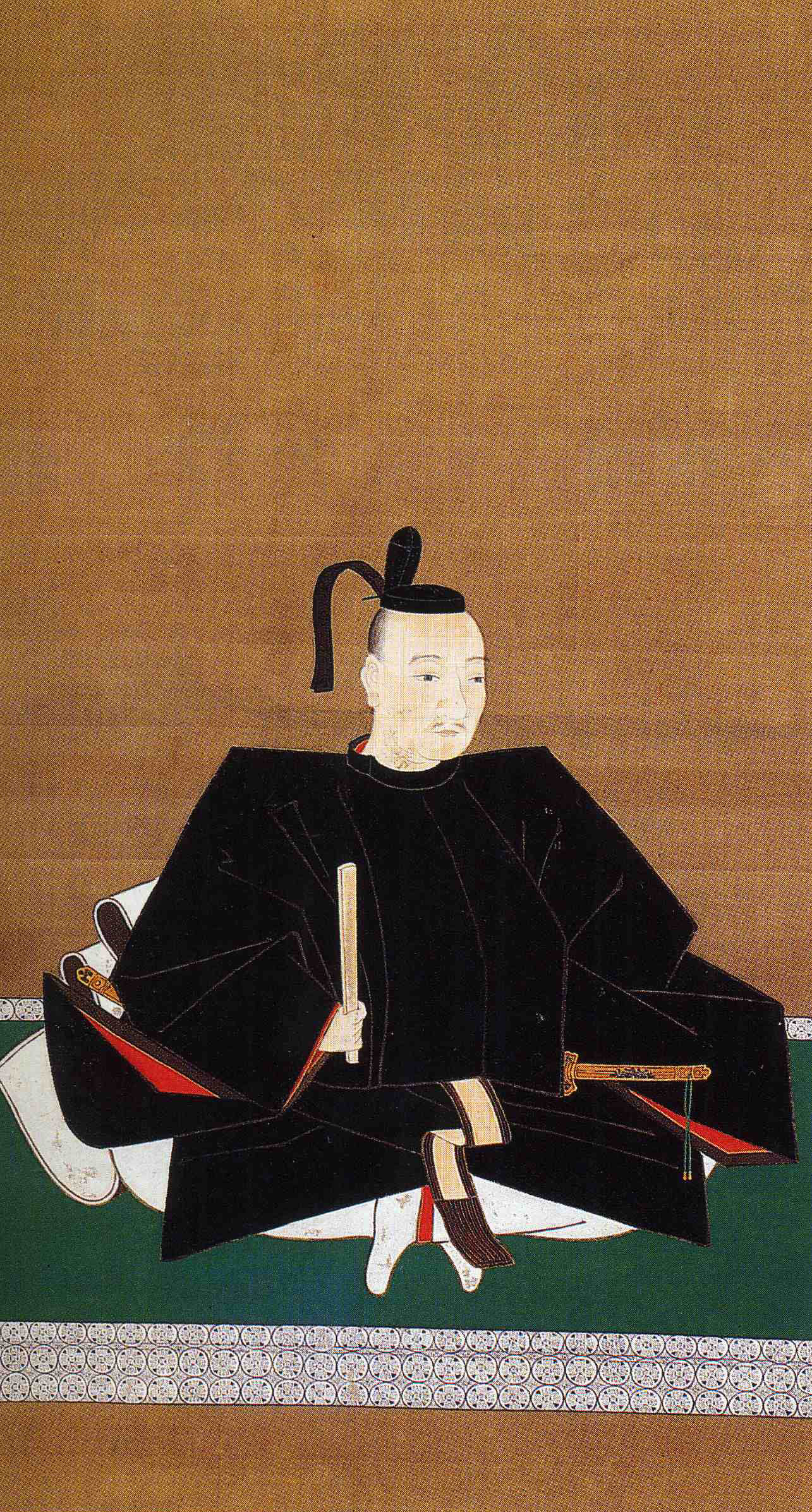
Oda Nobukatsu

Oda Nobukatsu (織田 信雄; * 1558; † 30. Juni 1630) war ein japanischer Samurai und der zweitälteste Sohn des ersten japanischen Reichseinigers Oda Nobunaga. 1579 griff er die Feinde seines Klans in der Region Iga an, wurde jedoch geschlagen. Er hielt sich während des Honnōji-Zwischenfalls, bei dem sein Vater und sein Bruder getötet wurden, (1582) nicht in Kyōto auf und überlebte auch die anschließenden Wirren, die mit einem erheblichen Machtverlust seiner Familie einhergingen. 1584 schloss Oda Nobukatsu mit Hashiba Hideyoshi Frieden und wurde anschließend sein Gefolgsmann. Später verriet er Hideyoshis Sohn und Erben und schloss sich den Tokugawa an. Während der kurz darauf beginnenden Edo-Zeit besaß er als Gefolgsmann der Tokugawa-Shogune zahlreiche Ländereien, die insgesamt einen Wert von rund 50.000 koku hatten.

## Historische Quellen, in denen er erwähnt wird
- J. S. A. Elisonas, J. P. Lamers (Übers.): Gyūichi Ōta: The Chronicle of Lord Nobunaga. Leiden/Boston 2011.